# Rhapsa suscitatalis
Rhapsa suscitatalis är en fjärilsart som beskrevs av Walker 1858. Rhapsa suscitatalis ingår i släktet Rhapsa och familjen nattflyn. Inga underarter finns listade.

## Bildgalleri

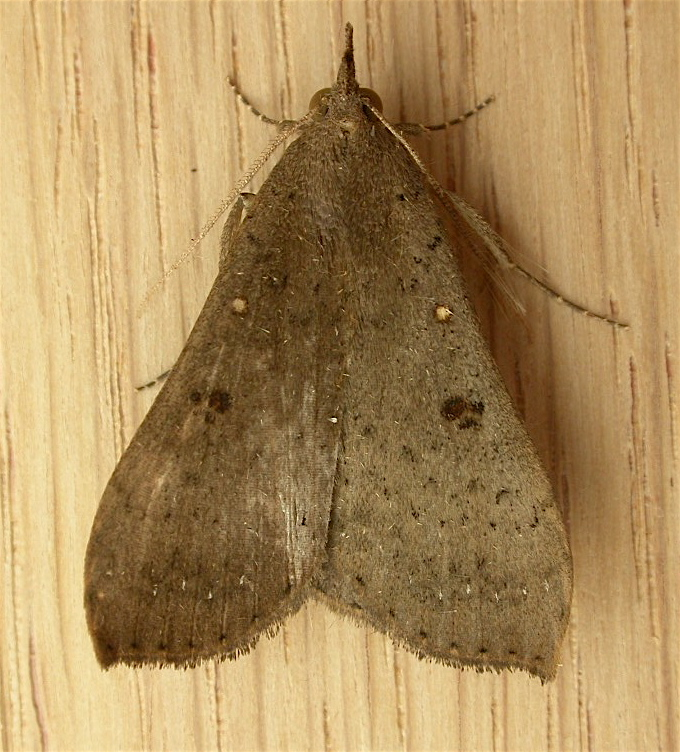